# APEJES 아카데미
APEJES 아카데미 드 음푸(프랑스어: APEJES Academy de Mfou)는 2006년에 창단된 카메룬의 축구 클럽이다. 야운데를 연고로 하고 있다.